# Clayjev matematični inštitut
Clayjev matematični inštitut (angleško Clay Mathematics Institute, kratica CMI) je zasebna neprofitna ustanova z nekdanjim sedežem v Peterboroughu, New Hampshire. Sedanji sedež je v Denverju, Kolorado. Njegove dejavnosti se usmerjajo iz predsedniške pisarne v Oxfordu. Poslanstvo inštituta je povečevanje in širjenje matematičnega znanja. Podeljuje več nagrad in podpor nadarjenim matematikom. Ustanovili so ga leta 1998 na pobudo bostonskega poslovneža Landona Thomasa Clayja in njegove žene Lavinie D. Clay. Ameriški fizik Arthur Michael Jaffe z Univerze Harvard je bil prvi predsednik CMI.
Inštitut je verjetno najbolj znan po problemih tisočletne nagrade, drugače pa opravlja široko množico dejavnosti, kot je podoktorski program, kjer vsako leto podprejo deset članov, konference, delavnice in vsakoletna poletna šola, katere poročila objavljajo skupaj z Ameriškim matematičnim društvom.
Inštitut po standardni strukturi vodi znanstveni svetovalni odbor, ki odloča o predlogih o nagrajenih štipendijah in raziskavah, ter direktorska uprava, ki nadzoruje in potrjuje odločbe odbora. Upravo sestavljajo člani Clayjeve družine, svetovalni odbor pa vodilni strokovnjaki s področja matematike: Simon Kirwan Donaldson, Michael Jerome Hopkins, Carlos Kenig, Andrej Jurjevič Okunkov in sir Andrew John Wiles. Trenutni predsednik CMI je Martin Robert Bridson.

## Problemi tisočletne nagrade
Inštitut je najbolj znan po ustanovitvi problemov tisočletne nagrade (Millennium Prize Problems) 24. maja 2000. Teh sedem problemov ima inštitut »za odprta klasična vprašanja, katerih rešitve so se upirale skozi leta«. Za vsak problem, bo prvi osebi, ki ga bo rešila, inštitut podaril 1.000.000 $. Pri najavi nagrade je inštitut potegnil vzporednice s Hilbertovimi problemi, ki so bili predlagani leta 1900, in so zelo vplivali na matematiko 20. stoletja. Od začetnih 23-ih Hilbertovih problemov, ki so večinoma že rešeni, je le Riemannova domneva, formulirana leta 1859, vključena v sedem problemov tisočletne nagrade.
Za inštitut je poklicni matematik za vsak problem napisal uradno izjavo, kar bo glavno merilo po katerem bo dana rešitev ocenjena. Obstaja sedem problemov:
- problem P proti NP
- Hodgeova domneva
- Poincaréjeva domneva — rešena, Grigorij Jakovljevič Perelman[2]
- Riemannova domneva
- Jang-Millsov obstoj in masni primanjkljaj
- obstoj in gladkost rešitev Navier-Stokesovih enačb
- Birch-Swinnerton-Dyerjeva domneva

## Druge nagrade

### Clayjeva raziskovalna nagrada
Za prepoznanje velikih prebojev v matematičnem raziskovanju inštitut letno podeljuje Clayjevo raziskovalno nagrado. Do sedaj so to nagrado prejeli: Ian Agol, Manindra Agrawal, Yves Benoist, Manjul Bhargava, Bhargav Bhatt, Tristan Buckmaster, Danny Calegari, Alain Connes, Nils Dencker, Alex Eskin, David Gabai, Ben Joseph Green, Mark William Gross, Larry Guth, Christopher Hacon, Richard Streit Hamilton, Michael Howard Harris, Philip Isett, Jeremy Kahn, Nets Katz, Laurent Lafforgue, Gérard Laumon, Aleksander Andrejevič Logunov, Eugenia Malinnikova, Vladimir Marković, James McKernan, Jason Peter Miller, Marjam Mirzahani, Ngô Bảo Châu, Rahul Pandharipande, Jonathan Pila, Jean-François Quint, Peter Scholze, Oded Schramm, Scott Sheffield, Bernd Siebert, Stanislav Konstantinovič Smirnov, Terence Tao, Clifford Taubes, Richard Lawrence Taylor, Marina Sergijivna Vjazovska, Vlad Vicol, Claire Voisin, Jean-Loup Waldspurger, Andrew John Wiles, Geordie Williamson, Edward Witten in Vei Žang.

## Druge dejavnosti
Poleg problemov tisočletne nagrade inštitut podpira matematiko prek nagrajevanja raziskovalnih štipendij od dveh do petih let, in so namenjene mlajšim matematikom, kot tudi kratkoročne štipendije za programe, posamično raziskovanje in pisanje knjig. Inštitu organizira tudi večje število poletnih šol, konferenc, delavnic, javnih predavanj in presežnih dejavnosti, namenjenih predvsem mlajšim matematikov od srednje šole do podoktorskega nivoja. Publikacije inštituta so na voljo v formatu PDF največ šest mesecev po objavi.
Epizoda televizijske nadaljevanke Osnove Sherlocka Holmesa (Elementary) z naslovom »Rešitev za X« (Solve for X) (2. sezona, epizoda 2) omenja Clayjev matematični inštitut kot vir za svojo vključitev v problemu P proti NP.